# Attaba
Attaba (Arabisch: العتبة, Drempel) is een metrostation in de Egyptische hoofdstad Caïro dat op 1 september 1998 werd geopend. Het station onder het Azbakiapark wordt bediend door lijn 2 en lijn 3 van de Caïrose metro.  
In 1973 besloot de Egyptische regering tot de aanleg van een metronet in Caïro met drie lijnen. De eerste lijn werd gebouwd tussen 1982 en 1987, de tweede lijn liep aanvankelijk tussen het centraal station en het noorden. Deze lijn werd op 1 september 1998 doorgetrokken ten zuiden van het centraal station (Al Shohadaa) en kreeg toen ook een station bij het Azbakiapark. 
In 2006 begon de bouw van de derde lijn vanaf Attaba naar het oosten met de bedoeling om het internationale vliegveld aan te sluiten op de metro. Het eerste deel van lijn 3 werd op 21 februari 2012 geopend tussen Attaba en Abbassia zodat Attaba het westelijke eindpunt van lijn 3 werd. Op 5 oktober 2022 werd lijn 3 ten westen van Attaba doorgetrokken naar Kit Kat. 